# Simon Kernick
Simon Kernick, né le 25 janvier 1966 à Slough dans le comté du Berkshire, est un écrivain britannique.

## Biographie
Kernick naît à Slough dans le comté du Berkshire en 1966. Il suit les cours de l'école Gillotts (en) et obtient un diplôme en sciences humaines à l'université de Brighton.
Il rejoint la MMT Computing basé à Londres en 1992 et y travaille pendant quatre ans. Il travaille ensuite pour la société Metaskil à Aldermaston dans le comté du Berkshire. Il quitte cette société en 2001 pour devenir écrivain à plein temps après avoir signé un accord pour la publication de son premier livre, Mort mode d'emploi (The Business of Dying).
Il est depuis l'auteur de nombreux romans policiers et thrillers, dont plusieurs titres présentant des personnages récurrents, comme les policiers Dennis Milne, le duo Tina Boyd et Mike Bolt ou Ray Mason. En 2014, il publie au format digital la série Dead Man's Gift, un ensemble de trois textes formant une seule et même histoire. Il réitère ce procédé l'année suivante avec la série One By One. 
En 2011, il participe aux six épisodes du documentaire télévisée The A to Z of Crime.

## Œuvre

### Romans

#### SérieDennis Milne
- The Business of Dying (2002) Publié en français sous le titre Mort mode d'emploi, traduction de Nathalie Peronny, Paris, Fleuve noir, 2004, réédition, Paris, Pocket no 12471, 2005
- A Good Day to Die (2005)
- The Payback (2011)

#### SérieTina Boyd et Mike Bolt
- The Crime Trade (2004)
- Relentless (2006)
- Deadline (2008)
- Target (2009)
- The Last 10 Seconds (2010)
- Ultimatum (2013)
- The Final Minute (2015)

#### SérieScope
- Siege (2012)
- Stay Alive (2014)

#### SérieDead Man's Gift
- Yesterday (2014)
- Last Night (2014)
- Today (2014)

#### SérieOne By One
- Before (2015)
- During (2015)
- After (2015)

#### SérieRay Mason
- The Witness (2016)
- The Bone Field (2017)

#### Autres romans
- The Murder Exchange (2003) Publié en français sous le titre Au mauvais endroit, au mauvais moment, traduction de Nathalie Peronny, Paris, Fleuve noir, 2005, réédition, Paris, Pocket no 12541, 2006
- Severed (2007)
- The Hanged Man (2017)

### Nouvelles
- The Debt (2012)
- Dead Man's Gift (2014)
- Flytrap (2016)